# Быково (Кораблинский район)
Быково — населённый пункт, входящий в состав Незнановского сельского поселения Кораблинского района Рязанской области.

## Географическое положение
Быково находится в северной части Кораблинского района, в 10 км к северу от райцентра.
Ближайшие населённые пункты:

— село Филатово в 2 км к западу по грунтовой дороге;

— село Ухорь в 1 км к северу по асфальтированной дороге;

— посёлок Проницы в 1,5 км к югу по асфальтированной дороге.

## Природа
Недалеко от деревни Быково протекает река Проня.

## Название
Название селения произошло либо от древнерусского имени Бык, либо от фамилии Быков.

## История
Деревня Быково возникла в конце XVI – начале XVII веков. Это был выселок из села Филатово. 
По окладным книгам 1676 года деревня Быково показана в церковных приходах двух сел – Филатово и Ухорь. Видимо, еще одним владельцем в Быково стал кто-то из землевладельцев села Ухорь. Однако переселенные им в Быково крестьяне по-прежнему входили в свой старый церковный приход села Ухорь.
Накануне 1917 года в приходе Николаевской церкви села Филатово числились около ста домов деревни Быково, но несколько домов из Быково по-прежнему относились к приходу Богородицкой церкви села Ухорь.

## Население
| 1859 | 1897 | 1906 | 2010 |
| ---- | ---- | ---- | ---- |
| 655  | ↘584 | ↗680 | ↘19  |

## Хозяйство
Южнее Быково действует тепличный комплекс ООО «Кораблинские овощи», бывшего совхоза «Красное».

## Инфраструктура
Дорожная сеть
Быково является конечным населённым пунктом на автотрассе муниципального значения «Незнаново-Красное-Быково».
Уличная сеть
В деревне 2 улицы
- Почтовая
- Северная

Часть улицы Почтовой заасфальтирована.
Связь
В селе действует сельское отделение почтовой связи. Индекс 391210.
Помимо Быково оно обслуживает посёлок Проницы, село Ухорь, деревни Красную Поляну, Светозаровку и Ухорские Выселки.